# Réserve naturelle de Malmøya
La Réserve naturelle de Malmøya  est une aire protégée norvégienne qui est située dans le municipalité de Larvik, dans le comté de Vestfold.

## Description
La réserve naturelle de 0,66 km2 a été créée en 2006.
Malmøya est une île avec une plage de galets et de sable, de roche moutonnée et des remblais d'algues, des champs secs, des broussailles de plage et une forêt balayée par le vent. Au niveau de la flore on trouve Le pavot jaune des sables très menacé pousse à Flaskebukta. Le Rumex maritimus, une autre espèce végétale très menacée, a été découverte et documentée dans le sud de l'île au début des années 1980.
Dans la partie sud de l'île, il y avait un fort côtier. Les Forces armées norvégiennes ont gardé le fort en service opérationnel jusqu'au tournant du millénaire. Les bâtiments ont maintenant été démolis et les installations ont été murées.

## Galerie

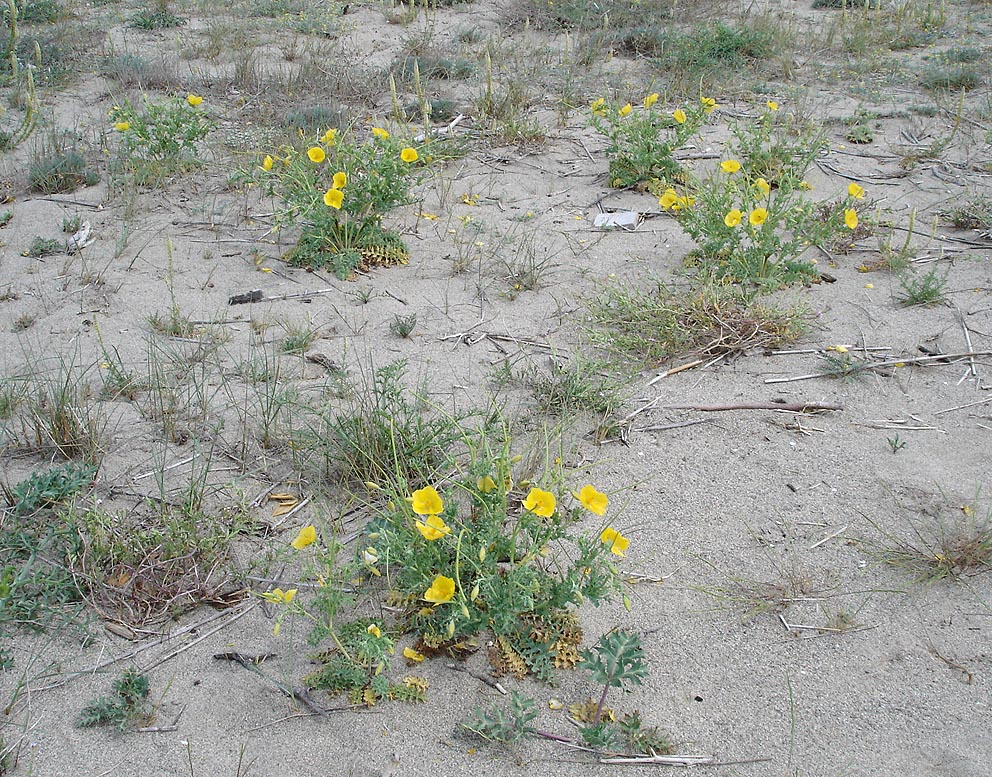
Pavot jaune des sables
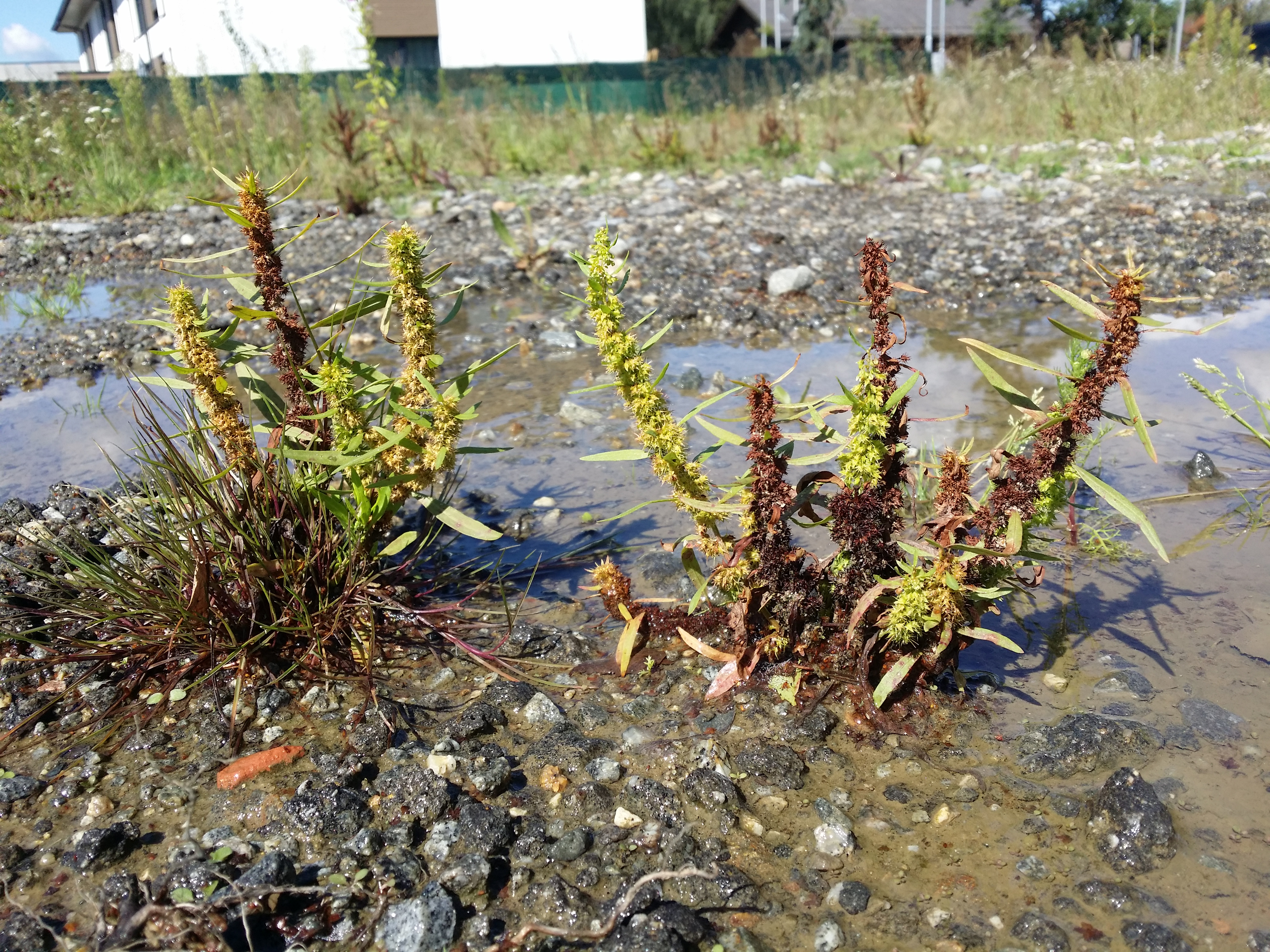
Rumex maritimus